# Rocheservière
Rocheservière és un municipi francès situat al departament de Vendée i a la regió de País del Loira. L'any 2007 tenia 2.789 habitants.

## Demografia

### Població
El 2007 la població de fet de Rocheservière era de 2.789 persones. Hi havia 1.079 famílies de les quals 270 eren unipersonals (183 homes vivint sols i 87 dones vivint soles), 353 parelles sense fills, 419 parelles amb fills i 37 famílies monoparentals amb fills.
La població ha evolucionat segons el següent gràfic:
Habitants censats

### Habitatges
El 2007 hi havia 1.193 habitatges, 1.107 eren l'habitatge principal de la família, 48 eren segones residències i 38 estaven desocupats. 1.100 eren cases i 90 eren apartaments. Dels 1.107 habitatges principals, 809 estaven ocupats pels seus propietaris, 277 estaven llogats i ocupats pels llogaters i 21 estaven cedits a títol gratuït; 7 tenien una cambra, 61 en tenien dues, 149 en tenien tres, 314 en tenien quatre i 576 en tenien cinc o més. 872 habitatges disposaven pel capbaix d'una plaça de pàrquing. A 474 habitatges hi havia un automòbil i a 578 n'hi havia dos o més.

### Piràmide de població
La piràmide de població per edats i sexe el 2009 era:
| Homes | Edats   | Dones |
| ----- | ------- | ----- |
| 4     | 95 o +  | 4     |
| 0     | 90 a 94 | 12    |
| 8     | 85 a 89 | 24    |
| 12    | 80 a 84 | 28    |
| 28    | 75 a 79 | 56    |
| 40    | 70 a 74 | 52    |
| 64    | 65 a 69 | 64    |
| 44    | 60 a 64 | 36    |
| 44    | 55 a 59 | 48    |
| 80    | 50 a 54 | 76    |
| 88    | 45 a 49 | 80    |
| 88    | 40 a 44 | 72    |
| 72    | 35 a 39 | 80    |
| 84    | 30 a 34 | 88    |
| 88    | 25 a 29 | 92    |
| 60    | 20 a 24 | 60    |
| 108   | 15 a 19 | 80    |
| 48    | 10 a 14 | 88    |
| 80    | 5 a 9   | 72    |
| 68    | 0 a 4   | 52    |

## Economia
El 2007 la població en edat de treballar era de 1.805 persones, 1.472 eren actives i 333 eren inactives. De les 1.472 persones actives 1.378 estaven ocupades (774 homes i 604 dones) i 94 estaven aturades (33 homes i 61 dones). De les 333 persones inactives 125 estaven jubilades, 97 estaven estudiant i 111 estaven classificades com a «altres inactius».

### Ingressos
El 2009 a Rocheservière hi havia 1.102 unitats fiscals que integraven 2.827,5 persones, la mediana anual d'ingressos fiscals per persona era de 17.192 €.

### Activitats econòmiques
Dels 114 establiments que hi havia el 2007, 3 eren d'empreses alimentàries, 1 d'una empresa de fabricació de material elèctric, 4 d'empreses de fabricació d'altres productes industrials, 27 d'empreses de construcció, 21 d'empreses de comerç i reparació d'automòbils, 4 d'empreses de transport, 5 d'empreses d'hostatgeria i restauració, 1 d'una empresa d'informació i comunicació, 6 d'empreses financeres, 6 d'empreses immobiliàries, 14 d'empreses de serveis, 12 d'entitats de l'administració pública i 10 d'empreses classificades com a «altres activitats de serveis».
Dels 45 establiments de servei als particulars que hi havia el 2009, 1 era una gendarmeria, 1 oficina de correu, 3 oficines bancàries, 1 funerària, 6 tallers de reparació d'automòbils i de material agrícola, 3 paletes, 4 guixaires pintors, 8 fusteries, 3 lampisteries, 4 electricistes, 3 perruqueries, 1 veterinari, 2 restaurants, 4 agències immobiliàries i 1 saló de bellesa.
Dels 7 establiments comercials que hi havia el 2009, 1 era un supermercat, 2 fleques, 1 una carnisseria, 1 una llibreria, 1 una sabateria i 1 una floristeria.
L'any 2000 a Rocheservière hi havia 40 explotacions agrícoles que ocupaven un total de 2.139 hectàrees.

## Equipaments sanitaris i escolars
El 2009 hi havia 1 farmàcia i 1 ambulància.
El 2009 hi havia 1 escola maternal i 2 escoles elementals. Rocheservière disposava d'un col·legi d'educació secundària amb 422 alumnes.

## Poblacions més properes
El següent diagrama mostra les poblacions més properes.